# Fura-flor-escamado
Fura-flor-do-duida ou fura-flor-escamoso (Diglossa duidae) é uma espécie de ave da família Thraupidae.
Pode ser encontrada nos seguintes países: Brasil e Venezuela. Seus habitats naturais são: regiões subtropicais ou tropicais húmidas de alta altitude e matagal tropical ou subtropical de alta altitude.